# Orbita terrestre bassa
Un'orbita terrestre bassa (in lingua inglese low Earth orbit, in sigla LEO) è un'orbita attorno alla Terra di altitudine compresa tra 200 e 2000 km.
Un corpo che orbita in orbita bassa ha un periodo di rivoluzione tra circa 90 minuti, per i più bassi che viaggiano a circa 28300 km/h, a circa 105 minuti per i più alti la cui velocità è di circa 26500 km/h . 
Con l'unica eccezione dei viaggi lunari del programma Apollo, tutti i viaggi spaziali umani si sono svolti in orbita bassa. La distanza maggiore dalla terra di questi viaggi fu raggiunta dalla Gemini 11 che in apogeo arrivò a 1374,1 km dalla Terra.
Anche le stazioni spaziali realizzate si collocano all'interno di questa orbita, sia quelle del Programma Saljut sovietico (quote inferiori ai 300 km), sia la Mir e la Stazione spaziale internazionale (altezza media di circa 390 km per entrambe).

## Caratteristiche
- Il limite inferiore di 200 km di altitudine è imposto dall'atmosfera in quanto un'eccessiva sollecitazione con le forze di attrito ridurrebbe notevolmente il tempo di vita di un satellite artificiale.
- Il limite superiore di 2000 km è invece imposto dalla presenza delle fasce di Van Allen, che provocherebbero al satellite artificiale un'esposizione radioattiva tale da pregiudicare il corretto funzionamento degli apparati di bordo.

Il maggior vantaggio di questa orbita è il limitato ritardo di propagazione (20-25 ms), confrontabile con quello di alcuni collegamenti terrestri. Queste orbite hanno spesso la caratteristica di essere fortemente inclinate e tendenti a orbite polari; la velocità del satellite è inoltre elevatissima, tale che un intero ciclo orbitale dura circa un'ora e mezza.